# Csia Lajos
Csia Lajos (Királyháza, 1887. február 18. – Budapest, 1962. február 3.) magyar református lelkész, egyházi író, Bibliafordító.

## Élete
A Csia család Erdélyből, Czófalváról származik, s habár tagjai közül sokan a századfordulón elkerültek Erdélyből, magukat mindig székelyeknek vallották. Csia Lajos édesapja, Csia Sándor MÁV tisztviselő volt, és így az ország különböző pontjain dolgozott. Édesanyja, Majerszky Ida evangélikus volt. A családban öt gyermek született: Sándor, Lajos, Ilona, Zoltán és Károly. 
Csia Lajos 1887. február 18-án, Királyházán (Ugocsa vármegye) született. Elemi iskoláit Nyíregyházán, Debrecenben és Budapesten végezte. A szülők gyermekeik tanulása miatt Budapestre igyekeztek, s így Lajos fiuk az elemi iskola 3. és 4. osztályát már Budapesten végezte. Vallástanára Csűrös István volt, akinek evangéliumi hite és szeretete mély hatást gyakorolt az egész családra.
Gimnáziumi tanulmányait a Budapesti Református Gimnáziumban végezte. Kitűnő volt többek között matematikából és algebrából is. A családnak és az ifjú Csia Lajosnak az volt a terve, hogy a gimnázium befejezése után a Műegyetemen mérnöki diplomát szerez, majd Nyíregyházára megy, ahol átveszi anyai nagybátyja Majerszky Barna gépgyárát, és azt fogja vezetni. Ez a terv nem valósult meg, mert Csia Lajos az utolsó gimnáziumi tanévben megtért, s Isten hívásának engedve, nem a mérnöki, hanem a lelkészi pályát választotta hivatásul. Elhatározása mellett kemény családi viták között is rendíthetetlenül megmaradt. A Csia család Csűrös István révén kapcsolatba került dr. Szabó Aladárral, és részt vettek a Hold utcai német templomban tartott evangelizációs összejöveteleken, tagjaivá váltak a Szabó Aladár által alapított Bethánia Egyesületnek is.
Csia Lajos megtéréséről az 50 éves érettségi találkozóján az alábbi bizonyságot tette:
"Ebben a teremben egy nagy változás ment végbe életemben. Engedjétek meg, hogy erről a változásról most meggyónjak nektek. Csaknem 8 éven át gépészmérnöknek készültem, és megvolt az őrhely számomra, melyet el kellett volna foglalnom. Többek szomorúságára 8. gimnazista koromban a lelkészi pályát választottam. Családomnak úgy tetszett ez az elhatározás, mint az élet magasabb szintjéről alászállás egy alacsonyabb szintre, szegénységbe, és eredménytelen életharcba. A szegénység nem maradt el, de szegénységem oly kincset hozott nekem, melyet soha a gyárigazgatóság nem adott volna meg nekem. Én most is tavaszi szemmel nézek bele ebbe a világba. Tavaszi szemmel, mint 50 évvel ezelőtt. Gépészmérnök helyett papnak menni: sokaknak úgy tűnhet fel ez a csere, mint elhagyni a valóságok világát, és elmenni a ködös fantomok világába. Az a 8. osztályos gimnazista, akkor a valóságot kereste, nem a ködös fantomokat. S a valóságot a férfi nem a szavak világában találta meg, hanem a szenvedések kohójában. Hála legyen a gondviselésnek, hogy utam nehéz út volt, hogy a terhek alól mindig könnyebb vállal kerültem ki a szenvedések kohójából mindig mosolygó arccal."
Teológiai tanulmányait 1905-től 1909-ig végezte. Segédlelkészi vizsgát 1909. szeptember 15-én, papi vizsgát 1911. szeptember 13-án tett jeles eredménnyel. A Budapesti Teológián ekkor már nem tanított Szabó Aladár. Az akkori teológiai tanárok jelentős része a történet-kritikai iskola, és a liberális teológia képviselői voltak. Teológiai tanulmányairól egy 1957-ben kelt levelében ezeket írja:
"A teológián idegen volt nekem a teológusok érdektelensége az Ige iránt. Mélységes csalósást okozott, hogy egyik tanárom hitetlenséggel szőtte át az Újszövetség ismertetését, mint később megtudtam tagadta Jézus feltámadását. (Bár tudományos segítségéért hálával tartozom.) Más tanárok előadásán sajátos bizonytalanság és tétovaság uralkodott, amikor a hitvallásos jelleget a racionalista világnézettel összeegyeztetni igyekeztek. Lassanként kétségeim támadtak afelől, hogy az egyházban lehetséges egész lélekkel az Ige hirdetésének élni. Sok teológus vallotta, hogy a hazulról hozott hitét a teológia vette el."
Teológiai tanulmányainak nehézségeit csak fokozta, hogy válságba került a Bethániával, és megromlott a viszonya dr. Szabó Aladárral is. Családi kapcsolatai révén leendő felesége, Antal Erzsébet családja, majd későbbi sógora, Schimmert Gusztáv a szabadkeresztyén mozgalmakkal is megismertette. Az útkereső fiatalemberre sokféle hatás áramlott. Mindenesetre teológiai tanulmányai hitbeli fejlődésében nem vitték előbbre.
Oklevele birtokában – noha a Dunamelléki Egyházkerülethez tartozott – az Erdélyi Egyházkerületbe nevezték ki segédlelkésznek Marosvásárhelyre. Vallomásában ezeket írja:
"Váratlan intézkedés volt, hogy segédlelkésznek egy másik egyházkerületbe, az ország végére helyeztek. Később megtudtam, hogy a Bethánia első elnöke járta ki tudtom nélkül az illetékes püspöknél."
Marosvásárhelyről Dévára helyezték át, majd rövid dévai tartózkodás után Pécsváradra került segédlelkésznek, innen Érsekcsanádra helyetteslelkésznek. Érsekcsanádról ezeket írja:
"Az egyházközség legjobbjai a nazarénus istentiszteleteket látogatták, a templom üres volt. Hétköznap is prédikálni kezdtem, melynek hatására a nazarénus gyülekezet apadni, a református templom pedig telni kezdett! Ez a változás nem kicsiny méretű volt ebben a községben. Lelkésztársaim azonban Baksay püspök úrnál feljelentést tettek ellenem, és kérték, hogy tiltsa el a hétköznapi prédikálást, mert esetleg az ő híveik tőlük is hasonlót fognak követelni. Ismét áthelyeztek, és Siklóson már nem volt szabad az egyháztagokkal érintkeznem. Az áthelyezés szívembe vágott, és fokozta bennem az idegenség tudatát. itt érlelődött meg bennem az elhatározás, hogy lelkészi megbízatásomról lemondok... Elhatározott szándékom volt, hogy a lelkészi állás elhagyása után is az egyházban maradok, és egyesületi vonalon munkálkodom. Ezt az elképzelésemet megvalósíthatatlanná tette a Bethánia Egylet választmányi határozata. Míg püspököm szeretettel teljes és bölcs elbocsátó levele lehetővé tette, hogy a lelkészi állásba bármikor visszatérjek, addig a Bethánia elnöke azt a határozatot fogadta el, hogy engem a tagok közül kizárnak."
Csia Lajos életében az útkeresés évei, és a továbbtanulás évei következtek. Schimmert Gusztáv (aki ekkor már a sógora volt) külföldi összeköttetéseit kihasználva kieszközölte, hogy a berlini Allianz Bibelschule meghívta előadónak Csia Lajost. Ő minderről semmit nem tudott, s amikor meglepték a lehetőséggel a család unszolására elfogadta, de a mozgalom elveit soha nem tette magáévá. Ennek következménye az volt, hogy még a református egyházban soha senkivel nyílt összeütközésbe nem került, és az ellene hozott intézkedések meglepetésszerűen érték, addig a berlini iskola szellemével nyíltan szembekerült, s az iskolai év végén – bár nem barátságtalanul – elhagyta az iskolát. Ebben az időben Binde Frigyes, Stockmayer Ottó, és Viebahn tábornok voltak az eszményképei, kikkel Németországban találkozott, és tanácsokkal látták el. Csia Lajos úgy látta, hogy a német szabadkeresztyén gyülekezetben ugyan azok a bajok megtalálhatók, mint itthon az egyházban. Ekkor határozta el, hogy igyekszik visszatérni, és szolgálatát az egyház keretében folytatni.
Hazatérve jelentkeznie kellett a katonaságnál, mivel folyt az első világháború, s ő ekkor nem tartozott az egyház kötelékébe. Besorozták, és kikerült az olasz frontra, ahol akaratlanul is "hőstettet" hajtott végre, amiért kitüntették. Megsebesülve érkezett haza a frontról, s ezért később vitézi címet is kapott.
Az első világháború után beiratkozott az egyetemre, ahol történelmet, latint, ókori irodalmat, majd germán és angol filológiát hallgatott. Ezek a tanulmányai nagyban hozzájárultak nyelvismerete bővítéséhez és mélyítéséhez, valamint az ókori irodalom ismeretéhez. 1924-ben a kölni egyetemen német és angol irodalmat hallgatott.
Erről az időszakról így ír:
"Elhagyva, árván csak egy célt láttam magam előtt: Binde, Stockmayer, Viebahn szellemében minden keresztyén számára nyitva lenni, és tökéletes Alliance-t szolgálni. A reformátori igazságok egy pillanatra sem halványodtak előttem. ... Sohasem tagadtam meg a reformátori elvet, és a történelmi reformált egyházat."
Ezt mutatja következő lépése is: 1923-ban Ravasz László, akkori püspöktől kihallgatást kért. Ennek eredményeként 1923. szeptember 1-től budapesti hitoktatói állást kapott. Nyugalomba vonulásáig ebben a munkakörben dolgozott.
A sok tehetséggel megáldott, és nagy munkakedvvel rendelkező Csia Lajost nem elégítette ki a hitoktatói munka. Emellett előbb kórházlelkészi szolgálatot vállalt, majd javítóintézetbe tette át működése területét. Rendszeresen hirdette az Igét a Kun utcai kórházban (ahol a nemibeteg nők kórháza is volt). Utcagyermek missziót szervezett az Auguszta telep melletti MÁV telepen. Megírta és megjelentette "Az utcagyerek" és "Az utcalány" című munkáját, amellyel a hívő emberek figyelmét akarta felkelteni, e súlyos társadalmi problémákra.
Egy ideig baptista gyülekezetben prédikált, majd Pestújhelyen próbált missziót szervezni, később a Ferenc körúton volt kisebb gyülekezete. Közben a nyíregyházi hagyatékból rá jutó részből létrehozta a Berea könyvkiadót, és egymás után adta ki saját műveit, és fordításait. Már 1920-ban megírta "Örök reformáció" című könyvét. Ez a könyv tulajdonképpen egy forradalmi ébresztő írat a névlegességbe, a dogmatizmusba, a külső formákba, a tradíciókba lesüllyedt, magukat keresztyénnek, vagy kereszténynek nevező "egyházak" megromlása ellen. Ez a könyv ma ugyanolyan aktuális, mint születésekor volt, és az is marad. Közben börtönmissziót is szervezett a Markó és Gyorskocsi utcai fogházakban, valamint a Toloncházban a református raboknak ő tartotta a vasárnapi istentiszteletet. Egy halálra ítélt bankrablót a kivégzés előtt ő segített üdvösségre. Ennek történetét írta meg "Egy bankrabló, mint Jézus Krisztus bizonyságtevője" című munkájában.
Állandóan szolgált különböző gyülekezetekben, egyesületekben, és közösségekben. Bátyja, Dr. Csia Sándor MÁV főorvos lakásán úgynevezett orvosi bibliaórákat tartott. Evangelizált a Pro Christo Evangéliumi Diákszövetség Üllői út 25. szám alatti helyiségében, majd a Vas utcában a KIE akkori épületében, a Salétrom utcai imateremben, a metodisták Felsőerdősor utcai imatermében, majd a Fasori református gyülekezet és a Pasaréti református gyülekezet imatermeiben. Olyan érdeklődés volt bibliamagyarázatai iránt, hogy sokszor ezek az imatermek szűknek bizonyultak. Ekkor Csia Lajos vasárnapi kirándulásokat szervezett, amelyek valójában sétáló bibliaórák voltak a budai hegyekben.
Csia Lajos igen elmélyülten foglalkozott a bibliafordítással, és a bibliai könyvek magyarázatával. Több élő nyelven beszélt, s ezek mellett tökéletesen bírta a Biblia héber, ógörög, és arámi nyelvét olyan fokon, hogy ezeket a nyelveket tanította is. Fordítói munkája során lefordította a teljes Bibliát, de csak az Újszövetséget sikerült teljesen befejeznie úgy, hogy az kinyomtatható legyen. A bibliafordítók közül ő az egyetlen, aki a magyar nyelvben a test, a lélek, és a szellem fogalmának fordítását helyesen, és következetesen keresztülvitte, majd a "Bibliai lélektan" című könyvében igen alaposan ki is fejti, és valódi értelmüket nem kiragadva helyükből, hanem a Szentírásban lévő összefüggések tükrében megvilágítja Isten Igéjét. A Biblia gondolatait fordította magyar nyelvre, ugyanúgy, ahogy az rendelkezésére áll a görög olvasónak görögül, egyszerűen és érthetően. Talán nem véletlen, hogy az amerikai World Bible School – amely az Újszövetség ingyenes terjesztését tekinti feladatának Európában – a magyar fordítások közül éppen Csia Lajos fordítását választotta.
Elméleti munkásságának másik nagy eredménye a Jelenések könyvének magyarázata.
Egy ideig Albertfalvai lakásán gyűjtötte össze tanítványait. Lakása mindenki számára nyitva volt. Így jellemezte valaki:
"Csia Lajos otthona Noé bárkája volt, és mindenkit befogadott. Akik óráin egymás mellett ültünk, nem is tudtuk egymásról, ki református, ki katolikus, ki zsidó, vagy valamely szabad gyülekezethez tartozó. Teljesen szabad, előítéletektől mentes testvériségben éltünk. Az Ige-szomj egy volt mindnyájunkban."
Csia Lajos soha nem igényelt a maga számára papi tekintélyt. Fekete gombos papi mellényt fel nem vett volna soha, mert egy akart lenni külsejében is gyülekezetének tagjaival. Nagy bibliai világossága mellett tisztelte a más felfogást. Baráti viszonyban tudott lenni katolikus papokkal, és szerzetesekkel, éppúgy mint zsidó rabbival. Meglátta a másik ember gondolkodásában is az értéket. Az ő fordításában is megismerhettük Assisi Szent Ferenc és Szienaei Szent Katalin életét.
Hitoktatói munkájával függ össze a Bibliai Múzeum gondolata, és kivitelezése, mely előbb az Izabella utcai kereskedelmi iskolában, majd a Skót Misszióban volt kiállítva, 1945 után Miskolcra került, és 1963-tól a Salétrom utca 5-ös szám alatt volt Budapesten. A fúró-faragó tevékeny székely ember tehetsége nyilvánult meg ebben is éppúgy, mint a műegyetemi tanár kérésére elkészített Mátyás-korabeli királyi vármakettjében. Albertfalvai otthonának kertjében saját maga gazdálkodott. Igyekezett saját munkájával előteremteni mindent (zöldséget, gyümölcsöt, húst, tejterméket) azokban a nehéz háború utáni időkben, amikor nagy szegénységben élt.
Csia Lajos igen érzékenyen reagált kora társadalmi, és politikai problémáira is. Dokumentumok bizonyítják, hogy lemondott vitézi címéről, és visszautasította a neki felajánlott 20 hold földet, amelyet a zsidóktól vettek el. Bátran prédikált a szószékről a németek gaztettei ellen, tervezett programot akadályozott meg, s az üldözött zsidók megmentése érdekében üzenetet küldött a kormányzónak olyan adatokról, amelyekhez toloncházi működése során jutott. A kabinetiroda főnöke értesítette, hogy több más értesüléssel együtt tudomásul vették a jelzést, s nyomba utána két zsidókat deportáló vonatot visszafordítottak a határról, a kormányzó úr parancsára.
Csia Lajos rendszeresen bejárt a gettóba. Élelmiszert, és ruhát vitt éppúgy, mint a börtönbe, majd a legvéresebb jobboldali terror alatt négy zsidó társát bújtatta albertfalvai lakásában.
A második világháborút követően, még 1959-ig Albertfalván lakott, és dolgozott. 1947-ben jelent meg a "Kegyelem" című könyve, mely a balatonszárszói bibliai konferencián elmondott 6 előadásának szövegét tartalmazza. A nyomtatásban megjelent munkáin felül több száz kisebb írás, bibliamagyarázat, és prédikáció maradt az utókorra.
1959-ben Csia Lajos Pestimrére költözött. Élete hetvenes éveiben többször súlyos betegség támadta meg. Szívbéli vágya volt, hogy mindenkivel, akivel nézeteltérése volt, megbéküljön. Ennek egyik fontos állomása volt Kiss Ferenc professzorral, és annak tanítványi körével való megbékélése, és a pestimrei házban közös úrvacsora-vétellel való megpecsételése.
1962 januárjában újabb súlyos betegség támadta meg, kórházba került, és február 3-án, 74 éves korában elhunyt.
Kovács Bálint nagytiszteletű úr Csia Lajos halálának 10. évfordulóján így emlékezett vissza:
"Csia Lajos élő hitben járó ember volt. Ennek az élő hitnek minden ajándékát, és feladatát elfogadta. Nagy ellentétek egyesültek jellemében. Hívő és harcos, szenvedő és derűs ember volt. Kezdeményező és elbukó, de mindig megbocsátani kész hívő lélek volt. Ez a hit szenvedések között tisztult és mélyült, családi problémák, gyászok, szolgálati csalódások, sikertelenségek, és minden ami vele járt a két világháborúval, forradalmakkal, az egyház átalakulásával, de ezek tették érzékennyé őt a szenvedők iránt. Ezért kereste a betegeket, szenvedőket, nyomorultakat, a bűn áldozatait, és irgalmas szívvel vitte a rászorulóknak az egyetlen segítséget, Jézus Krisztust. Hite szeretettel kapcsolódott össze: adta és várta a szeretetet. Ahol őszinte, élő hitet talált, ott testvér tudott lenni, sok különböző felekezetű embert ölelt keblére. Csia Lajos az Ige teológusa, kimondott tanító volt. Úgy magyarázni az Igét, ahogyan ő tette, magyar nyelven talán senki meg sem közelítette. Külön kedvét lelte a legnehezebb bibliai helyek és kérdések magyarázatában. Kevesebb lenne a tévelygés, és több lenne az élő, egészséges hit, ha írásai nyomtatásban széles körben ismertek lehetnének. Az Ige teológusa, az egy egyetemes egyház mély értelmének kutatója, sákramentumainak értelmezője, és az állandó reformációnak bátor hirdetője volt. A reformáció örökké tart, mert szüntelen működnek az Istentől elsodró, és az Istenhez visszavezérlő erők. Az utolsó idők egyházáról rajta kívül senki másnál nem olvastam. És ezzel azt is kimondtam, hogy nemigen volt a református lelkészek között, aki a végső dolgokkal, teológiai nyelven az eszkatológiával annyit, és úgy foglalkozott volna, mint ő. Ebben a Jelenések könyve magyarázata nagyon sokat jelent. Az isteni titkok világába, mind a teremtés előtti, mind a Krisztus visszajövetele utániakba csodálatos, mély és megrendítő módon hatolt be. Ezek az írásai is egyedülállóak. Mint az Ige teológusa, féltékenyen vigyázott a tiszta tanításra, és finom, de éles kritikával illette a tévelygőket egyházon belül, és egyházon kívül. Itt nem ismert kíméletet, és az Ige igazságát mindenkivel szemben bátran képviselte. Mindent és mindenkit az Ige mértéke alá állított, önmagát is. Nekem adatott meg, hogy a súlyosan beteg Csia Lajost, feleségén kívül utoljára látogathattam a kórházban. Rövid igeolvasás (Neh 9,31), és imádság után elbúcsúztunk. Szobatársai elmondása szerint utolsó szavai ezek voltak: Vigyetek az első sorba."

## Művei
- A puszta létnél többet, Újszövetség fordítás, Bécs, 1978,  helytelen ISBN kód: 9637673498  (Újszövetség címen, Új Bérea kiadó)
- Ószövetség fordítás, csak kézirat, nem jelent meg[1]
- Bibliai lélektan, Budapest, Százszorszép, 1994, ISBN 9637673121 (sokadik kiadás)
- Bibliai káté : segítség a bibliás gondolkodás eltanulásához, Budapest, Százszorszép, 2005, ISBN 9637673482
- Az Úr közel!, Budapest, Százszorszép, 2006, ISBN 9637673539
- Óember és újember : bibliai lélektani kérdés, Budapest, Jövő Ny., 1947
- Törvény-e vagy kegyelem? , Budapest, Berea, 1922
- A kegyelem : hat előadás, amely elhangzott a balatonszárszói bibliai konferencián 1947-ben, Budapest, Új Berea Kiadó, 2007, ISBN 9789630620291
- Dániel könyvének magyarázata, Budapest, Új Berea Kiadó, 2007, ISBN 9789630640800
- Zakariás könyvének magyarázata – Az ezeréves uralkodás, Budapest, Új Berea Kiadó, 2008, ISBN 9789638823403
- A Jelenések könyve a Sátán végnapjairól, Budapest, Kúria, 1990, ISBN 9637753036
- A Jelenések Könyve – a mai kor tükrében, Budapest, Százszorszép, 2001, ISBN 9637673385
- A túlvilág, Budapest, Berea, 1922
- Utolsó napok : a Biblia apokaliptikus részeinek, különösen a Jelenések Könyvének rövid magyarázata, Budapest, Berea, 1940
- A zsidók története, Budapest, Berea, 1922
- Az őskeresztény egyház története Krisztustól Konstantinig (a Népszerű egyháztörténelem sorozat első kötete), Budapest, Berea, 1921
- Milyenek voltak az első keresztények?, Budapest, Berea, 1920
- Az örök reformáció, Budapest, Százszorszép, 1995, ISBN 9637673172
- Felekezet vagy hitvallás, Budapest, Bethánia Ny., 1940
- Beteg vallásosság, egészséges keresztyénség, Budapest, Új Bérea kiadó (A könyv három külön írást foglal magába: 1. Beteg vallásosság, egészséges kereszténység, 2. Bálvány, babona és varázslás, 3. Rendelt-e Isten valakit kárhozatra?)
- Az utcalány, Budapest, Berea, 1942
- Karácsonyi történet egy szociáldemokratáról, Budapest, Bethánia Ny., 1926
- A napkeleti bölcsek, Kaposvár, Kultúra Ny., 1934